# Теракт в Могадишо (2019)
Террористическая атака в Могадишо произошла 28 декабря 2019 года, когда террорист-смертник подорвал начинённый взрывчаткой грузовик на контрольно-пропускном пункте полиции, в результате чего погиб по меньшей мере 91 человек. Более 150 человек получили ранения, и по состоянию на 30 декабря 2019 года 24 человека пропали без вести. Сразу после взрыва никто не взял на себя ответственность за теракт. Эта атака стала самой смертоносной в Сомали за последние 2 года, после взрывов в Могадишо 14 октября 2017 года, в результате которых погибли 587 человек.

## Ход атаки
Нападение произошло на оживлённом перекрестке на западной окраине Могадишо, на контрольно-пропускном пункте полиции во время часа пик. Данный перекресток соединяет Могадишо с остальной частью южного и юго-западного Сомали. Контрольно-пропускной пункт полиции расположен рядом с налоговой инспекцией, через него проходят транспортные средства, двигающиеся в Могадишо из близлежащего города Афгойе.
Взрыв бомбы в грузовике нанёс огромный ущерб окружающим районам, а многие из погибших сгорели до неузнаваемости. По меньшей мере 15 из погибших были студентами, направляющимися в университет Бенадир в микроавтобусе, который был уничтожен во время взрыва. Многие люди получили ранения. Два турецких инженера, которые участвовали в строительстве дороги от контрольно-пропускного пункта в город, также были убиты в результате взрыва. Пятнадцать тяжело раненых, в том числе восьмимесячный ребенок, были доставлены санитарной авиацией в Стамбул для прохождения лечения, а тридцать других тяжело раненых сомалийцев получили медицинскую помощь в Катаре и других соседних странах.
Премьер-министр Сомали Хасан Али Хайре объявил о создании национального комитета реагирования для оказания помощи пострадавшим и оказания поддержки тем, кто потерял членов семьи в результате теракта.

## Ответственность
Ни одна группировка сразу не взяла на себя ответственность за это нападение, хотя радикальные исламисты из Харакат аш-Шабаб ранее организовывали подобные подрывы в столице страны. 30 декабря 2019 года группировка Харакат аш-Шабаб взяла на себя ответственность за теракт. Представитель группировки заявил, что целью атаки была автоколонна турецких и сомалийских солдат. Национальное агентство разведки и безопасности Сомали сделало заявление, что неназванная иностранная страна помогла организовать террористический акт. Однако в этом заявлении не была названа страна, которая подозревается в организации теракта. С целью установления организаторов теракта правительство Сомали планирует запросить помощи у иностранных спецслужб.

## Последствия
Федеральное правительство Сомали в координации с Африканским командованием Вооружённых сил США нанесло три ответных авиаудара по лидерам Харакат аш-Шабаб в регионе Нижняя Шабелле. В результате этих авиаударов в деревнях Кунйо-Барроу и Алийоу-Барроу были убиты четыре боевика и уничтожено два автомобиля. 
Президент Турции Реджеп Тайип Эрдоган осудил террористический акт в Могадишо, выразил соболезнования родственникам погибших турок и сомалийцев, а также заверил, что Турция продолжит сотрудничество с Сомали.